# ヒア・ウィ・アー
- ヒア・ウィ・アー
- ヒア・ウィー・アー

「ヒア・ウィ・アー」 (Here We Are)は、グロリア・エステファンの楽曲。通算12枚目（ソロ名義では1枚目）のスタジオ・アルバム『カッツ・ボース・ウェイズ』から3枚目のシングルとしてリリースされた。
『ベスト・オブ・グロリア・エステファン』にはポルトガル語バージョン、2020年のアルバム『ブラジル305』には新たに録音したスペイン語バージョンが収録された。

## 収録曲
日本盤 3"シングル
1. ヒア・ウィ・アー - 4:50
2. 1-2-3（ライヴ）- 3:34

## カバー
- 松田聖子 （1991年）- カバー・アルバム『Eternal』に収録。